# On ne meurt que deux fois
On ne meurt que deux fois är en fransk kriminalfilm från 1985 i regi av Jacques Deray.
Filmen bygger på Derek Raymonds roman He Died with His Eyes Open.

## Rollista i urval
- Michel Serrault - polisinspektör Robert Staniland
- Charlotte Rampling - Barbara Spark
- Xavier Deluc - Marc Spark
- Élisabeth Depardieu - Margo Berliner
- Jean-Paul Roussillon - Léonce
- Jean-Pierre Darroussin - Moulard
- Julie Jézéquel - Sophie
- Albert Delpy - kriminalteknikern
- Riton Liebman - Éric Berliner
- Gérard Darmon - Jean-Loup Soeren